# Gouhelans
Gouhelans ist eine französische Gemeinde mit 118 Einwohnern (Stand: 1. Januar 2022) im Département Doubs in der Region Bourgogne-Franche-Comté.

## Geographie
Gouhelans liegt auf 282 m, elf Kilometer nördlich von Baume-les-Dames und etwa 35 Kilometer nordöstlich der Stadt Besançon (Luftlinie). Das Dorf erstreckt sich in der gewellten Landschaft zwischen den Flusstälern von Doubs im Süden und Ognon im Norden, in einer breiten Talmulde.
Die Fläche des 6,17 km² großen Gemeindegebiets umfasst einen Abschnitt der gewellten Landschaft zwischen Doubs und Ognon. Der zentrale Teil des Gebietes wird von der breiten Talmulde von Gouhelans eingenommen, die durchschnittlich auf 290 m liegt und sich nach Norden zum Tal des Ognon öffnet. Sie ist überwiegend von Acker- und Wiesland bestanden. Gegen Westen ist sie durch einen Höhenrücken vom Tal von Morchamps getrennt, während im Süden ein Sattel zum Quellgebiet des Crenu überleitet. Nach Osten erstreckt sich das Gemeindeareal in einem schmalen Streifen über eine ungefähr 100 m hohe Geländestufe bis auf das wasserarme, verkarstete Hochplateau des Plain Bois, das dicht bewaldet ist. Hier wird mit 438 m die höchste Erhebung von Gouhelans erreicht.
Nachbargemeinden von Gouhelans sind Rougemont im Westen und Norden, Gondenans-les-Moulins im Osten sowie Romain, Huanne-Montmartin und Puessans im Süden.

## Geschichte
Erstmals urkundlich erwähnt wird Gouhelans im Jahr 1187. Im Mittelalter gehörte ein Teil des Gemeindegebietes zur Herrschaft Rougemont, der andere zur Herrschaft Montmartin. Zusammen mit der Franche-Comté gelangte das Dorf mit dem Frieden von Nimwegen 1678 definitiv an Frankreich. Heute ist Gouhelans Teil des Gemeindeverbandes Deux Vallées Vertes.

## Sehenswürdigkeiten
|  |

Gouhelans besitzt zwei Kapellen; die Kapelle Sainte-Anne wurde im 17. Jahrhundert, die andere 1899 errichtet. Im Ortskern sind zahlreiche Häuser im charakteristischen Stil der Franche-Comté aus dem 17. bis 19. Jahrhundert erhalten.

## Bevölkerung
| Jahr                       | 1962 | 1968 | 1975 | 1982 | 1990 | 1999 | 2016 |
| Einwohner                  | 99   | 113  | 89   | 88   | 83   | 116  | 114  |
| Quellen: Cassini und INSEE |      |      |      |      |      |      |      |

Mit 118 Einwohnern (Stand 1. Januar 2022) gehört Gouhelans zu den kleinsten Gemeinden des Départements Doubs. Nachdem die Einwohnerzahl in der ersten Hälfte des 20. Jahrhunderts deutlich abgenommen hatte (1886 wurden noch 324 Personen gezählt), wurden seither nur noch relativ geringe Schwankungen verzeichnet.

## Wirtschaft und Infrastruktur
Gouhelans war bis weit ins 20. Jahrhundert hinein ein vorwiegend durch die Landwirtschaft (Ackerbau, Weinbau, Obstbau und Viehzucht) geprägtes Dorf. Daneben gibt es heute einige Betriebe des lokalen Kleingewerbes. Mittlerweile hat sich das Dorf auch zu einer Wohngemeinde gewandelt. Viele Erwerbstätige sind deshalb Wegpendler, die in den größeren Ortschaften der Umgebung ihrer Arbeit nachgehen.
Der Ort liegt abseits der größeren Durchgangsstraßen an einer Departementsstraße, die von Rougemont nach Huanne-Montmartin führt. Der nächste Anschluss an die Autobahn A36 befindet sich in einer Entfernung von ungefähr zehn Kilometern. Weitere Straßenverbindungen bestehen mit Romain und Morchamps.